# Wigtoft
Wigtoft – wieś w Anglii, w hrabstwie Lincolnshire, w dystrykcie Boston. Leży 46 km na południowy wschód od Lincoln i 156 km na północ od Londynu.